# بوریس سانسون
بوریس سانسون (انگلیسی: Boris Sanson؛ زادهٔ ۷ دسامبر ۱۹۸۰) شمشیرباز اهل فرانسه است.
وی همچنین برندهٔ جوایزی همچون لژیون دونور (شوالیه) شده‌است.